# Northern Ireland Intermediate League
La Northern Ireland Intermediate League è stato un campionato nordirlandese di calcio del 4º livello.

## Partecipanti stagione 2019-2020
- Newbuildings Utd
- Newtowne
- Strabane Athletic
- Dungiven
- Ardstraw
- Maiden City
- Magherafelt Sky Blue